# Weidfelder bei Gersbach und an der Wehra
Das FFH-Gebiet Weidfelder bei Gersbach und an der Wehra ist ein im Jahr 2005 durch das Regierungspräsidium Freiburg nach der Richtlinie 92/43/EWG (Fauna-Flora-Habitat-Richtlinie) angemeldetes Schutzgebiet (Schutzgebietskennung DE-8313-341) im deutschen Bundesland Baden-Württemberg. Mit Verordnung des Regierungspräsidiums Freiburg zur Festlegung der Gebiete von gemeinschaftlicher Bedeutung vom 25. Oktober 2018 wurde das Gebiet festgelegt.

## Lage
Das 2011,69 Hektar große Schutzgebiet gehört zu den Naturräumen 155-Hochschwarzwald und 161-Dinkelberg innerhalb der naturräumlichen Haupteinheiten 15-Schwarzwald und 16 Hochrheingebiet.
Es besteht aus mehreren Teilgebieten und liegt auf der Markung von vier Städten und Gemeinden:
- Schopfheim = 663.2879 ha, 33 %
- Herrischried = 120.5978 ha, 6 %
- Todtmoos = 401.9926 ha, 20 %
- Wehr (Baden) = 824.0849 ha, 41 %

## Beschreibung und Schutzzweck
Das Schutzgebiet wird durch die typische Kulturlandschaft des Südschwarzwalds mit ihren Weidfeldern und Mähwiesen geprägt, die vor allem auf dem südexponierten Hochtal um Gersbach mit den angrenzenden Weilern sowie in Todtmoos-Weg und Prestenberg vorkommen. Zusätzlich bestehen große zusammenhängende Wälder an den Hängen des schluchtartigen Tals der Wehra mit eindrucksvollen Felsen und Blockschutthalden.

### Lebensraumklassen
(allgemeine Merkmale des Gebiets) (prozentualer Anteil der Gesamtfläche)
Angaben gemäß Standard-Datenbogen aus dem Amtsblatt der Europäischen Union
|                                                  |                                                  |  |      |      |
| N06 – Binnengewässer (stehend und fließend)      | N06 – Binnengewässer (stehend und fließend)      |  | 1 %  | 1 %  |
| N10 – Feuchtes und mesophiles Grünland           | N10 – Feuchtes und mesophiles Grünland           |  | 26 % | 26 % |
| N16 – Laubwald                                   | N16 – Laubwald                                   |  | 29 % | 29 % |
| N17 – Nadelwald                                  | N17 – Nadelwald                                  |  | 7 %  | 7 %  |
| N19 – Mischwald                                  | N19 – Mischwald                                  |  | 37 % | 37 % |
| N22 – Binnenlandfelsen, Geröll- und Schutthalden | N22 – Binnenlandfelsen, Geröll- und Schutthalden |  | 0 %  | 0 %  |
|                                                  |                                                  |  |      |      |

### Lebensraumtypen
Gemäß Anlage 1 der Verordnung des Regierungspräsidiums Freiburg zur Festlegung der Gebiete von gemeinschaftlicher Bedeutung (FFH-Verordnung) vom 25. Oktober 2018 kommen folgende Lebensraumtypen nach Anhang I der FFH-Richtlinie im Gebiet vor:
| EU Code | Lebensraumtyp (offizielle Bezeichnung)                                                                          | Kurzbezeichnung                              | Hektar |
| ------- | --- | -------------------------------------------- | ------ |
| 3260    | Flüsse der planaren bis montanen Stufe mit Vegetation des Ranunculion fluitantis und des Callitricho-Batrachion | Fließgewässer mit flutender Wasservegetation | 14,80  |
| 4030    | Trockene europäische Heiden                                                                                     | Trockene Heiden                              | 0,09   |
| 6230    | Artenreiche montane Borstgrasrasen (und submontan auf dem europäischen Festland) auf Silikatböden               | Artenreiche Borstgrasrasen                   | 96,10  |
| 6430    | Feuchte Hochstaudenfluren der planarenund montanen bis alpinen Stufe                                            | Feuchte Hochstaudenfluren                    | 0,60   |
| 6510    | Magere Flachland-Mähwiesen (Alopecurus pratensis, Sanguisorba officinalis)                                      | Magere Flachland-Mähwiesen                   | 14,10  |
| 6520    | Berg-Mähwiesen                                                                                                  | Berg-Mähwiesen                               | 38,20  |
| 7120    | Noch renaturierungsfähige degradierte Hochmoore                                                                 | Geschädigte Hochmoore                        | 0,50   |
| 8150    | Kieselhaltige Schutthalden der Berglagen Mitteleuropas                                                          | Silikatschutthalden                          | 1,10   |
| 8220    | Silikatfelsen mit Felsspaltenvegetation                                                                         | Silikatfelsen mit Felsspaltenvegetation      | 17,20  |
| 8230    | Silikatfelsen mit Pioniervegetation desSedo-Scleranthion oder des Sedo albi-Veronicion dillenii                 | Pionierrasen auf Silikatfelskuppen           | 0,03   |
| 9110    | Hainsimsen-Buchenwald (Luzulo-Fagetum)                                                                          | Hainsimsen-Buchenwald                        | 378,80 |
| 9130    | Waldmeister-Buchenwald (Asperulo-Fagetum)                                                                       | Waldmeister-Buchenwald                       | 224,70 |
| 9180    | Schlucht- und Hangmischwälder Tilio-Acerion                                                                     | Schlucht- und Hangmischwälder                | 60,70  |
| 9410    | Montane bis alpine bodensaureFichtenwälder (Vaccinio-Piceetea)                                                  | Bodensaure Nadelwälder                       | 2,40   |
| 91E0    | Auen-Wälder mit Alnus glutinosa und Fraxinus excelsior (Alno-Padion, Alnion incanae, Salicion albae)            | Auenwälder mit Erle, Esche, Weide            | 6,70   |

### Zusammenhängende Schutzgebiete
Das FFH-Gebiet besteht aus mehreren Teilgebieten, es überschneidet sich teilweise mit drei Landschaftsschutzgebieten und liegt vollständig im Naturpark Südschwarzwald. Das Naturschutzgebiet Nr. 3122 – Bannwald Wehratal liegt innerhalb des Gebiets.